# Isthmohyla lancasteri
Isthmohyla lancasteri är en groddjursart som först beskrevs av Barbour 1928.  Isthmohyla lancasteri ingår i släktet Isthmohyla och familjen lövgrodor. IUCN kategoriserar arten globalt som livskraftig. Inga underarter finns listade i Catalogue of Life.